# Madonna con Bambino e santa Caterina d'Alessandria
La  Madonna con Bambino e santa Caterina d'Alessandria, è un dipinto, olio su tela, di Tiziano Vecellio e della sua bottega.

## Descrizione e storia
La Madonna con Bambino e santa Caterina d'Alessandria era nella collezione del cardinal Decano Carlo de' Medici e alla sua morte, nel 1666, fu inventariato tra i suoi beni e passò agli Uffizi. È una delle opere, allora presenti agli Uffizi, che è stata riprodotta nell'opera Tribuna degli Uffizi, dipinta da Johann Zoffany nel 1776. Il dipinto è inserito entro una cornice ottocentesca, intagliata e dorata.

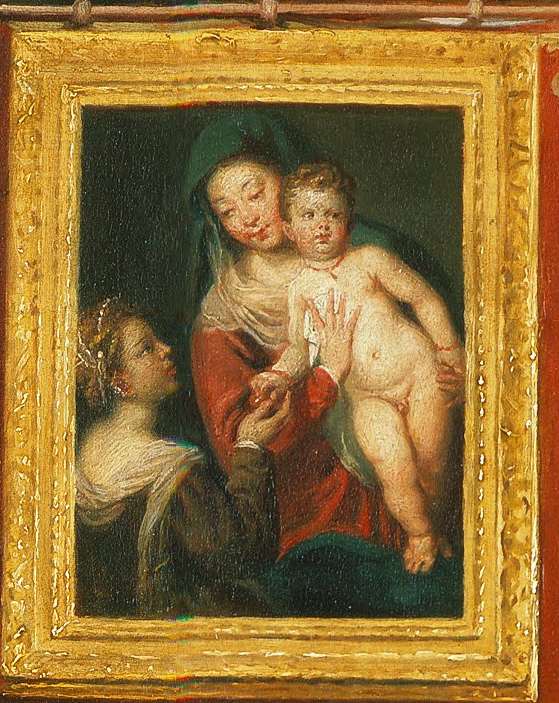
Johan Zoffany - Tribuna degli Uffizi - Tiziano

Gli storici dell'arte Crowe e Cavalcaselle  hanno suggerito l'attribuzione a Marco Vecellio, nipote di Tiziano. Nel catalogo dei dipinti degli Uffizi, stampato nel 1926, sotto la direzione di Giovanni Poggi (1880-1961), si affermava invece che quest'opera era della scuola di Tiziano; mentre il Wethey vide in questo dipinto una copia antica da Tiziano.
Questo soggetto ha interessato varie volte Tiziano, ma con varianti: al posto di santa Caterina, nei due dipinti, uno conservato all'Ermitage e l'altro al Museo nazionale di Capodimonte a Napoli, appare santa Maria Maddalena.